# 初代培養
初代培養（primary cell culture）とは、生体から採取した組織や細胞を最初に播種して培養すること。あるいはその播種された細胞のこと（初代培養細胞）。通常は継代操作を行う前の培養状態を指す。広義には、特に樹立されていない、有限寿命の細胞の場合、生体から採取され数継代以内のものを初代培養細胞と呼ぶことがある。初代培養細胞は多くの場合、単一の細胞ではなく種々の細胞が混在している。初代培養細胞を継代したものは継代細胞と呼ばれ、継代により増殖を維持している一連の細胞は細胞株と呼ばれる。
生体から採取されて時間がたっていないことから、その生体と同様な挙動を示すことが期待される。そのため、例えばヒトの初代培養細胞は医薬品の効能や副作用のスクリーニングに多く用いられている。ただし、ヒトの初代細胞の使用に関しては、その性格上、倫理的な配慮が必要であり、研究者自身で採取が困難な場合、Lonza社等の海外の企業から購入して用いることもある。